# 금병초등학교
금병초등학교는 대한민국 강원특별자치도 춘천시 신동면 증리에 있는 공립 초등학교다.

## 학교 연혁
- 1947년 2월 1일 신남국민학교 증리분교장 인가
- 1953년 4월 17일 춘성 금병국민학교 개교
- 1996년 3월 1일 금병초등학교 개칭
- 1998년 3월 1일 혈동분교장 통폐합
- 2014년 2월 7일 제61회 졸업식 거행(총 3,104명 배출)
- 2015년 EBS 두근두근 학교에 가면 촬영
- 2018년 3월 1일 제28대 교장 김인숙 부임
- 2020년 3월 1일 제29대 교장 김경희 부임